# Ruimte-innemend proces

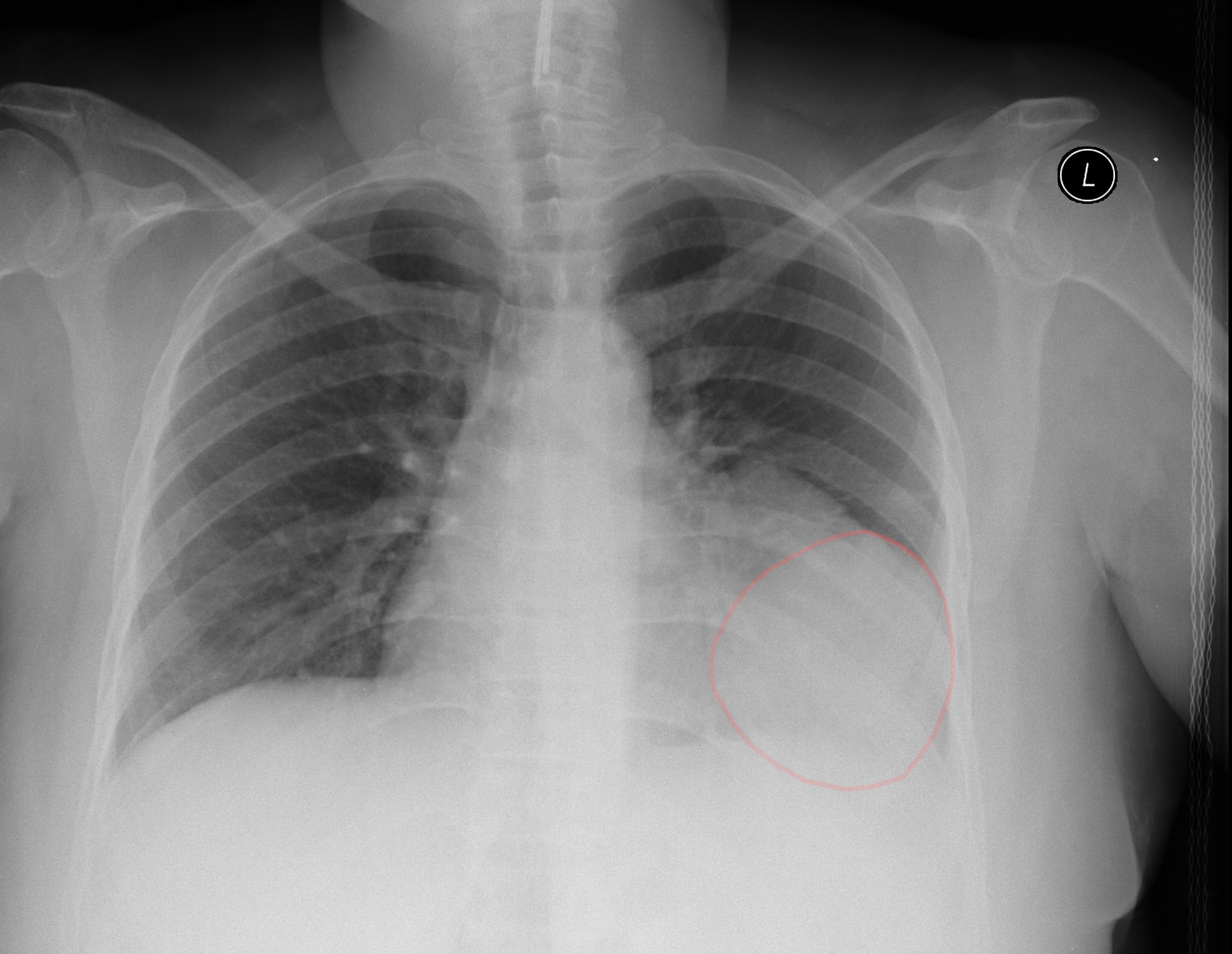
Op deze röntgenfoto is onderin de linker long een groot ruimte-innemend proces te zien. (gemarkeerd in roze)

Een ruimte-innemend proces is iets dat is waargenomen in het lichaam dat ruimte inneemt, en waarvan de aard (nog) niet bekend is. De term ruimte-innemend proces wordt veelvuldig gebruikt in de geneeskunde, met name in de radiologie.  Oedeem, abcessen, kystes, infiltraten, inwendige bloedingen of kanker kunnen ruimte-innemende processen zijn. Feitelijk is dit woord synoniem aan 'tumor', hoewel die laatste term in de praktijk meer specifiek wordt gebruikt voor benigne of maligne weefselgroei.
Doorgaans is de constatering van een dergelijke afwijking de start van nader onderzoek om de ware aard van dit proces vast te stellen. Dergelijk onderzoek kan op veel verschillende manieren gebeuren, afhankelijk van de bevindingen en ook afhankelijk van de wensen van de patiënt. Zo kan er bijvoorbeeld een biopsie genomen worden, bloedonderzoek gedaan worden, enzovoorts. Ook kan besloten worden om het ruimte-innemende proces in zijn geheel operatief te verwijderen en pas nadien de aard hiervan te laten onderzoeken door een patholoog.

## R.I.P.
Het begrip 'ruimte-innemend proces' wordt niet zelden afgekort tot 'r.i.p.', wat een associatie kan oproepen met de Latijnse spreuk 'Requiescat in pace' of de Engelse vertaling Rest in Peace ('Hij ruste in vrede') die vaak in de zelfde afkorting op grafstenen wordt toegepast. Ruimte-innemende processen kunnen inderdaad een dodelijk beloop hebben, zoals kwaadaardige tumoren, maar dat is dus niet altijd het geval.